# Teke Köli
Teke Köli är en saltsjö i Kazakstan.   Den ligger i oblystet Nordkazakstan, i den nordöstra delen av landet, 300 km norr om huvudstaden Astana.